# Лукьян, Штефан
Штефан Лукьян (рум. Ștefan Luchian; 1 [13] февраля 1868, Штефанешты, Ботошани — 28 июня 1916, Бухарест) — румынский художник-импрессионист.

## Жизнь и творчество
Штефан Лукьян родился в семье майора Думитру Лукьяна. В 1873 году его семья переезжает в Бухарест. С 1879 года будущий художник учится в столичной гимназии, а с 1885 — в художественной школе у Теодора Амана и Георге Таттареску. В это же время юноша поступает в класс флейты бухарестской Консерватории. В 1889 году Ш.Лукьян приезжает в Германию и продолжает своё образование в мюнхенской Академии изящных искусств под руководством профессора Иоганна Каспара Гертериха. В 1891—1893 годах Лукьян живёт в Париже. Здесь он поступает в академию Жюлиана и учится у Вильяма Адольфа Бугро и Тони Робера-Флёри. Первая известная картина художника относится к 1884 году.
Первая выставка произведений Ш. Лукьяна состоялась в 1890 году в Бухаресте, в галерее Cercul artistic (Круг артистов). После своего возвращения из Парижа он вновь выставляет свои полотна на одной из выставок Cercul artistic. В 1894 Ш.Лукьян избирается в жюри Ежегодной выставки живущих художников (Expoziția anuală a artiștilor în viață) и участвует в ней восемью картинами. В 1894 же году он проводит в своей мастерской совместную экспозицию с Титусом Александреску и в 1895 — с Константином Артачино. В начале 1898 года художник выставляет 21 картину на экспозиции группы Илеана (Ileana). Между маем и сентябрём этого же года он расписывает интерьер кафедрального собора румынского города Александрия. В конце 1898 Ш.Лукьян тяжело заболевает. Он страдает от инфекционного заражения спинного мозга (от этой болезни он и скончался впоследствии).
В мае-июне 1899 года Ш.Лукьян делает настенные росписи в кафедральном соборе Тулчи. В том же году он вновь выставляет свои картины на Expoziția anuală a artiștilor în viață. В 1900 году два его полотна демонстрировались на парижской Всемирной выставке. В 1900 году также в свет выходит первое издание Revista literară și artistică «Ileana» (Литературный и художественный обзор группы «Илеана»), в котором Лукьян составлял часть, освещавшую искусство. В мае 1901 он выставляет 11 своих картин на художественно-скульптурной экспозиции в бухарестском Атенеуме. В конце этого же года он в крайне тяжёлом состоянии и полупарализованный попадает в Пантелеймонов госпиталь Бухареста и находится в нём до марта 1902.
В 1903 году Ш.Лукьян участвует в международной художественной выставке в Афинах, в 1904 он организует две персональные выставки в бухарестском Атенеуме. В 1905 гамбургское художественное общество на длительное время выставляет его полотно «Хризантемы». В дальнейшем выставлялся в Атенеуме в 1907, 1908, 1910 и 1914 годах. В 1909 году Ш.Лукьян награждается Medalia Bene Merenti 1-го класса. При открытии музея А.Симу в Бухаресте в 1911 году были показаны 12 его работ. В 1911 году состояние здоровья художника вновь ухудшилось, и он был направлен на лечение в санаторий. Последние годы, Ш. Лукьян был почти полностью парализован и писал свои последние картины сидя на стуле из-за парализованных ног, потом начали отказывать и руки и художник писал картины с специальной подставкой под локоть. Затем перестали слушаться пальцы рук и ему приматывали кисть к руке. В последние этапы болезни Ш.Лукьян писал картины держа кисть в зубах. Последние произведения, созданные Ш.Лукьяном, относятся к 1913 году. Из-за ложных слухов, будто он подписывает своим именем чужие полотна, был обвинён в обмане и мошенничестве.
В 1981 году о жизни художника в Румынии был снят художественный фильм Лукьян (Luchian) — режиссёр Николае Мэргинеану, главную роль исполнил Ион Карамитру.
Похоронен в Бухаресте на кладбище Беллу.

## Галерея
- Берёзовая роща
- Интерьер
- Пехота в бою
- Обнажённая
- Пастушка
- Тропинка к кладбищу
- Мать и дитя
- Весна
- Амазонка
- Женская работа
- Литературное собрание